# NGC 6961
NGC 6961 (również PGC 65372) – galaktyka eliptyczna (E), znajdująca się w gwiazdozbiorze Wodnika. Odkrył ją 27 sierpnia 1857 roku R.J. Mitchell – asystent Williama Parsonsa.